# Mùa đông

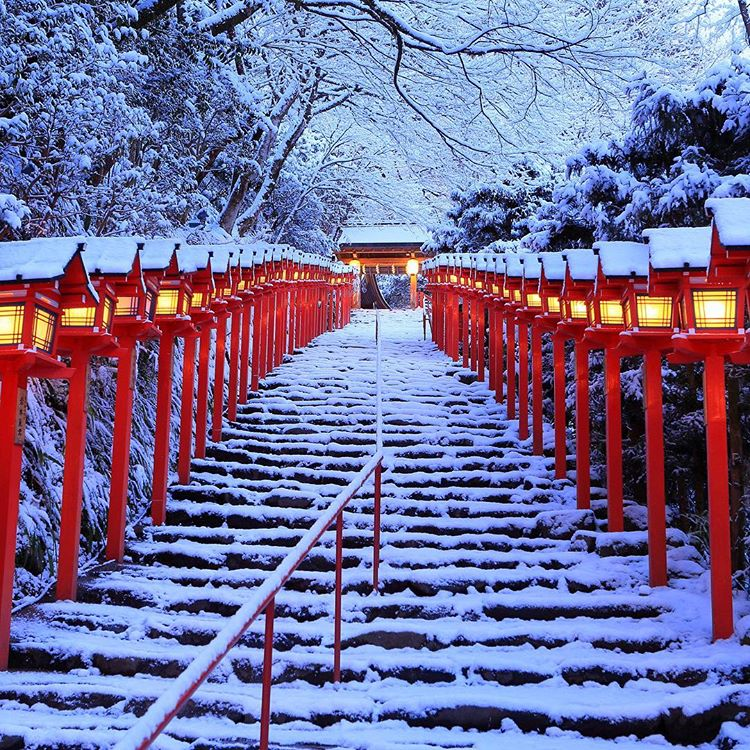
Tuyết rơi vào mùa đông tại Tokyo, thủ đô Nhật Bản

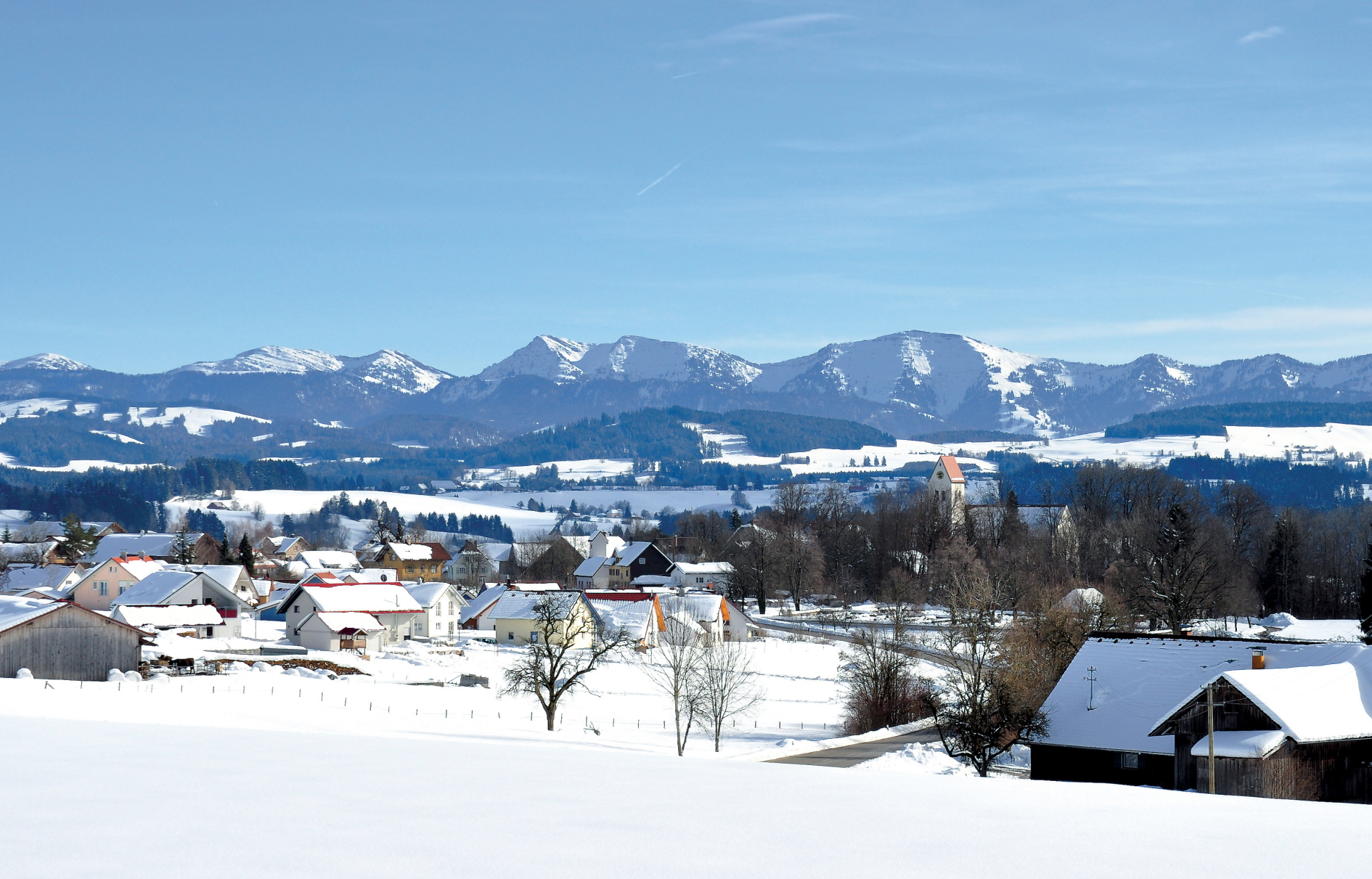
Làng Eglofs thuộc Argenbühl, huyện Ravensburg, Đức vào mùa đông

Mùa đông (Chữ Hán: 冬, Tiếng Anh: winter) là một trong bốn mùa trên Trái Đất và một số hành tinh. Nó là mùa có ngày ngắn nhất và nhiệt độ thấp nhất, tiếp nối mùa thu và đến trước mùa xuân, thường diễn ra từ tháng mười hai đến tháng hai ở Bắc Bán Cầu và từ tháng sáu đến tháng tám ở Nam Bán Cầu. Ở những vùng xa xích đạo, mùa đông thường được biết đến qua việc tuyết rơi, là mùa cuối cùng trong năm. Nhiệt độ thấp nhất vào mùa đông thường là vào tháng một ở Bắc Bán Cầu và tháng bảy ở Nam Bán Cầu. Mùa đông là mùa các môn thể thao cần tuyết được tổ chức. Ở một số nơi, mùa đông còn được gọi là mùa khô ở những vùng nhiệt đới gió mùa.

## Thời gian
Theo thiên văn học phương tây, mùa đông bắt đầu với đông chí - thời điểm mà Mặt Trời xuống tới điểm thấp nhất về phía nam trên bầu trời để sau đó bắt đầu quay trở lại phía bắc, và ngày trở nên ngắn nhất:

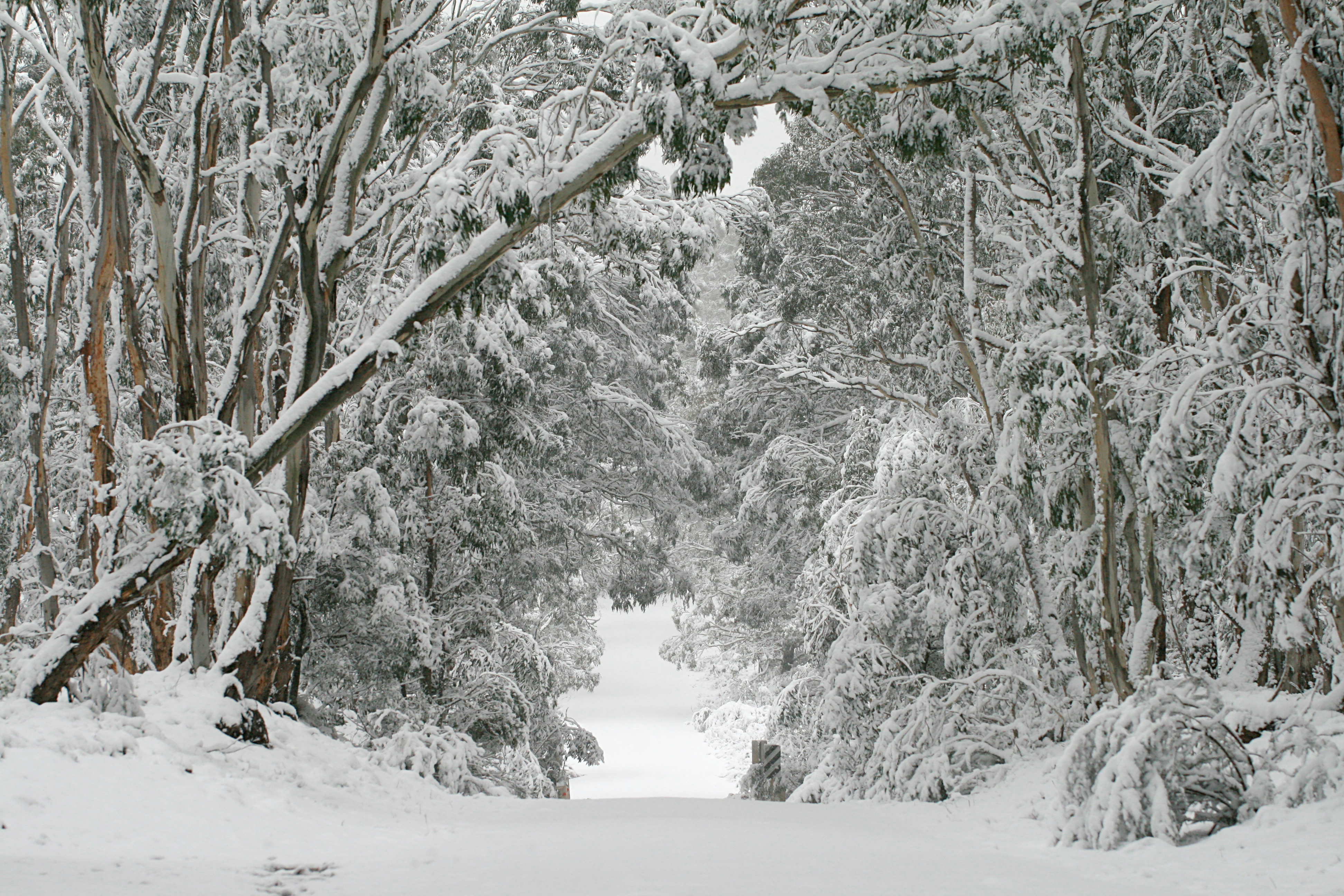
Tuyết và băng vào tháng 7 tại Vườn quốc gia Kanangra-Boyd, tiểu bang New South Wales, Úc.

- ở Bắc bán cầu vào ngày 21 hoặc 22 tháng 12 và
- ở Nam bán cầu vào ngày 21 tháng Sáu.

Sau đó, ngày càng dài và đêm ngắn hơn. Mùa đông kết thúc với xuân phân, là điểm phân mà khi đó ban ngày và ban đêm dài bằng nhau:
- 20 tháng 3 hoặc vào đêm 21 tháng 3 tại Bắc bán cầu và
- 22 hoặc 23 tháng 9 tại Nam bán cầu.

Mùa đông do đó kéo dài 89 ngày ở Bắc bán cầu và 93 ngày ở Nam bán cầu.
Theo Khí tượng học, Mùa đông bắt đầu từ ngày 01 tháng 12 và kéo dài đến hết tháng 2 tại Bắc bán cầu và tháng 6, 7, 8 tại Nam bán cầu. Các nhà khí tượng học thường xếp thời gian giao mùa vào đầy tháng.
Còn theo Lịch Trung Quốc cổ đại, mùa đông bắt đầu với tiết lập đông và chấm dứt khi tiết Đại hàn chấm dứt, trước khi tiết Lập xuân bắt đầu, tương ứng với dương lịch là khoảng thời gian từ ngày 7 hoặc 8 tháng 11 dương lịch đến hết ngày 3 hoặc 4 tháng 2.